# Richard Fyjis-Walker
Richard Alwyne Fyjis-Walker, CMG, CVO (* 19. Juni 1927; † 17. September 2013) war ein britischer Diplomat und Regierungsbeamter, der unter anderem von 1979 bis 1984 Botschafter im Sudan sowie zwischen 1984 und 1987 Botschafter in Pakistan war.

## Leben
Richard Alwyne Fyjis-Walker, Sohn von Harold Fyjis-Walker und dessen Ehefrau Marion Fyjis-Walker, trat in den diplomatischen Dienst (Her Majesty’s Diplomatic Service) ein und fand in den folgenden Jahren zahlreiche Verwendungen an Auslandsvertretungen sowie im Außenministerium. Er war zwischen 1970 und 1972 im Ministerium für Auswärtiges und Commonwealth-Angelegenheiten Leiter des Referats Informationsverwaltung (Head of Information Administration Department, Foreign and Commonwealth Office) sowie daraufhin von 1972 bis 1974 Botschaftsrat an der Botschaft in der Türkei. Im Anschluss fungierte er von 1974 bis 1978 als Botschaftsrat für Informationsangelegenheiten an der Botschaft in den USA und wurde für seine Verdienste 1976 zum Commander des Royal Victorian Order (CVO) ernannt. Er war zudem zwischen 1978 und 1979 Botschaftsrat an der Ständigen Vertretung bei der NATO.
1978 wurde Fyjis-Walker zum Botschafter im Sudan ernannt, wo er als Nachfolger von Derrick Charles „Bill“ Carden seine Akkreditierung übergab. Er bekleidete dieses Amt bis 1984 und wurde daraufhin von Sir Alexander Stirling abgelöst. 1980 wurde er für seine Verdienste zum Companion des Order of St Michael and St George (CMG) ernannt. Zuletzt erfolgte 1984 seine Berufung zum Botschafter in Pakistan und er überreichte dort sein Beglaubigungsschreiben als Nachfolger von Sir Oliver Forster. Auf diesem diplomatischen Posten blieb er bis 1987, woraufhin Sir Nicholas Barrington ihn ablöste.
Nach seinem Ausscheiden aus dem diplomatischen Dienst war Richard Fyjis-Walker zwischen 1988 und 1993 Vorsitzender des Commonwealth Institute, des heutigen Commonwealth Education Trust, eine Organisation, deren Schwerpunkt auf der Grund- und Sekundarschulbildung sowie der Ausbildung von Lehrern und der Investition in Bildungsprodukte und -dienstleistungen liegt, um sowohl einen Nutzen als auch eine finanzielle Belohnung für die Finanzierung zukünftiger Wohltätigkeitsinitiativen zu erzielen.
Er war zwei Mal verheiratet. Aus seiner 1951 geschlossenen, später aufgelösten Ehe mit Barbara Graham-Watson ging ein Sohn hervor. Auch aus seiner 1972 geschlossenen Ehe mit Gabrielle Josefi ging ein Sohn hervor.